# كبار الشخصيات (فلم)
كبار الشخصيات (بالبرتغالية: VIPs) هو فيلم دراما برازيلي من إخراج تونيكو ميلو ومن إنتاج فوكس فيتشرز واو 2 فيلمس عام 2010. استند في قصته على كتاب كبار الشخصيات: قصص حقيقية لكذاب (VIPs - Histórias Reais de um Mentiroso) كتبها المؤلف البرازيلي ماريانا كالتابيانو.

## طاقم التمثيل
- واغنر مورا بدور مارسيلو ناسيمينتو دا روشا
- جيزيل فرويس بدور سيلفيا
- جورج ديليا بدور رئيس
- إميليانو روسشيل بدور فاوستو
- روجر جوبث بدور ريناتو جاك
- جوليانو كازاري بدور بانيا
- أريتا كوريا بدور ساندرا
- نوريفال ريزو بدور والد مارسيلو
- جواو فرانسيسكو توتيني بدور مارسيلو ناسيمينتو دا روشا (طفل)
- أموري جونيور بدور نفسه
- ماريسول ريبيرو بدور سيدة المنتجع

## الصدور
على أومليت حصل الفيلم على متوسط تقييم 5/3. على أدوروسينما حصل الفيلم على متوسط تقييم 5/3.7 بناءً على 21 مراجعة و 279 ملاحظات. على الموقع الإسرائيلي سراتيم حصل الفيلم على متوسط تقييم 10/6 بناءً على 19 مستخدم.

### الجوائز
كما فاز الفيلم بجائزة 4 جوائز في مهرجان ريو دي جانيرو السينمائي الدولي.

## وصلات خارجية
- كبار الشخصيات على موقع IMDb (الإنجليزية)
- كبار الشخصيات على موقع روتن توميتوز (الإنجليزية)
- كبار الشخصيات على موقع نتفليكس (الإنجليزية)
- كبار الشخصيات على موقع ألو سيني (الفرنسية)
- كبار الشخصيات على موقع Turner Classic Movies (الإنجليزية)
- كبار الشخصيات على موقع أول موفي (الإنجليزية)
- كبار الشخصيات على موقع فيلمافينيتي (الإسبانية)
- كبار الشخصيات على موقع قاعدة بيانات الفيلم (الإنجليزية)
- كبار الشخصيات على موقع ليتربوكسد (الإنجليزية)
- كبار الشخصيات على موقع كينوبويسك (الروسية)